# Renee Rosnes
Renee Rosnes, geboren als Irene Louise Rosnes (Regina, 24 maart 1962), is een Canadese jazzpianiste en componiste.

## Biografie
Rosnes groeide op in Vancouver, had op 3-jarige leeftijd pianoles en werd later ook als violiste opgeleid. Ze studeerde aan de Royal Academy of Music en aan de University of Toronto. Vervolgens werkte ze met haar trio als begeleidster van gastsolisten als Joe Farrell, Woody Shaw, Dave Liebman en Steve Turré, maar ook als scheepsmuzikante. In 1985 verhuisde ze naar New York en speelde ze met Out of the Blue, Gary Thomas, Robin Eubanks, Bobby Hutcherson, Joe Henderson, J.J. Johnson, James Moody en Wayne Shorter. Op haar debuutalbum nam ze met Shorter, Herbie Hancock en Branford Marsalis duo's op. Vervolgens bracht ze regelmatig eigen producties uit, die in Noord-Amerika zeer succesvol waren.
Daarnaast werkte ze met het Lincoln Center Jazz Orchestra, met de Carnegie Hall Jazz Band van Jon Faddis en met The Drummonds (samen met haar exman Billy Drummond en  Ray Drummond). Van 2004 tot 2009 trad ze op met het San Francisco Jazz Collective. Bovendien was ze betrokken bij opnamen van Vincent Herring, Greg Osby, Bobby Watson, Marian McPartland, George Mraz, Niels-Henning Ørsted Pedersen en het SFJazz Collective.
Sinds 1991 werd ze in de DownBeat-poll meermaals geprezen als belangrijk nieuw talent. Tot dusver werd ze zes keer genomineerd voor de Canadese Juno Award, die ze voor drie van haar plaatproducties op het gebied van de eigentijdse, deels ook voor de mainstream jazz kreeg. 

## Privéleven
Sinds 2007 is ze getrouwd met de jazzpianist Bill Charlap.

## Discografie
- 1988: With a Little Help From My Friends (Blue Note Records 1988–95)
- 1989: Face to Face
- 1992: Without Words (Juno Award - eigentijdse Jazz)
- 1997: As We Are Now (Blue Note) - (Juno Award - mainstream)
- 2002: Life on Earth (Blue Note records) - (Juno Award - mainstream)
- 2005: A Time for Love (Video Arts Music)
- 2010: Double Portrait, met Bill Charlap (Blue Note Records)